# Santiago Guevara
Santiago José Guevara García (c. 1950) es un economista y profesor universitario venezolano.

## Carrera
Santiago Guevara fue profesor activo de la escuela de economía de la Universidad de Carabobo por 25 años, al igual que profesor jubilado por al menos 17 y asesor económico del vicerrectorado administrativo de la universidad. También ha sido asesor de la gobernación del estado Yaracuy, director general del despacho del alcalde de Puerto Cabello, Osmel Ramos; miembro de Consecomercio y de Conindustria; y coautor del proyecto bicentenario para elegir una constituyente.
Además, ha sido consultor y ha publicado artículos en diferentes portales de opinión, incluyendo el portal español El Boletín, donde ha colaborado por más de diez años. En algunos de los ensayos que ha escrito ha explorado escenarios hipotéticos futuros para Venezuela.

## Detención
El 9 de febrero de 2017, publicó un artículo en El Boletín titulado “De Goya a la sana prospectiva” que resultó incómodo para el gobierno venezolano donde hace un análisis sobrre la crisis en el país y las posibilidades de un estallido social similar a los motines del pan.
La noche del 21 de febrero de 2017, funcionarios Dirección General de Contrainteligencia Militar (DGCIM) se presentaron con una citación a su apartamento en Valencia, estado Carabobo, a la que se presentó voluntariamente. Durante el allanamiento, los efectivos le quitaron su tableta y su laptop. Los funcionarios mantuvieron a Guevara detenido y posteriormente fue acusado de los cargos de "traición a la patria" y de "incitación a la rebelión". Pablo Aure, secretario de la Universidad de Carabobo y abogado, calificó como absurdo que Santiago fuese imputado de delitos militares siendo un civil. El portal El Boletín expresó que "no merece lo que le está pasando". Esa noche y al día siguiente no se le permitió contacto con algún abogado hasta el 23 de febrero, el día de su audiencia de presentación ante el Tribunal Primero de Control de la Corte Marcial en Fuerte Tiuna, en Caracas, cuando su abogado defensor pudo acceder a su expediente. Fue recluido en la sede del Servicio Bolivariano de Inteligencia Nacional (SEBIN) en Boleíta.
El 1 de marzo, la Federación de Asociaciones de Profesores Universitarios de Venezuela (FAPUV) publicó un comunicado en el ue expresó "el más absoluto repudio a la injusta prisión a la que se ha visto sometido, por el gobierno y militares venezolanos, el profesor Santiago Guevara de la Universidad de Carabobo". El 7 de marzo, las autoridades de la Universidad de Carabobo (la rectora Jessy Divo y el vicerrector administrativo José Ángel Ferreira), la rectora de la Universidad Central de Venezuela, Cecilia García Arocha, y la fiscal general Luisa Ortega Díaz mantuvieron una reunión donde se discutió el encarcelamiento de Santiago Guevara donde Luisa Ortega expresó la intención de designar a un fiscal para investigar su detención.
Para ese mes, al menos cinco organizaciones universitarias de derechos humanos pidieron la liberación de Guevara: Aula Abierta Venezuela, el Observatorio de Derechos Humanos de la Universidad de Los Andes, la Comisión de Derechos Humanos de la Facultad de Ciencias Jurídicas y Políticas de la Universidad del Zulia, el Centro para la Paz y los Derechos Humanos “Padre Luis María Olaso” de la Universidad Central de Venezuela y la Comisión para los Derechos Humanos y Ciudadanía. El 21 de abril, al cumplirse dos meses de su detención, la organización Aula Abierta publicó un informe temático sobre su caso.
Para julio de 2017, Guevara había perdido peso considerablemente, alrededor de 20 kilos, lo cual afectaba su estado de salud y se sumaba a afecciones previas, causándole mareos frecuentes, fuertes dolores en la columna y las articulaciones,  problemas gástricos y malestar general. Para entonces, su abogado defensor denunció que sus condiciones de reclusión no cumplían con los mínimos establecidos en las Reglas Mandela para el Tratamiento de Reclusos ni el Código Orgánico Penitenciario de Venezuela. El abogado declaró que Guevara no tenía "espacio para el esparcimiento, desde hace más de tres meses no ha tenido contacto con la luz del sol, la ventilación del espacio físico en el que está no es la más adecuada y desde hace un mes no está durmiendo sobre una estructura de metal debido a que le quitaron el colchón".
El 1 de diciembre, la Comisión Interamericana de Derechos Humanos (CIDH) emitió medidas cautelares de protección a su favor, exigiéndole al Estado venezolano que tomara las acciones necesarias para garantizar su vida e integridad personal, incluyendo la proporción de atención médica oportuna. El 20 de diciembre, Amnistía Internacional denunció su deterioro de estado de salud. Santiago Guevara fue liberado en la noche del 23 de diciembre de 2017, junto con otros más de 80 presos políticos, después de que la Asamblea Nacional Constituyente de 2017 recomendara sus excarcelaciones y de que su presidenta, Delcy Rodríguez, anunciara la medida.

## Vida personal
Guevara contrajo matrimonio dos veces y no ha tenido hijos. Es hijo único. Al momento de su detención, Guevara parecía de hipertensión e irritabilidad del hígado, condiciones que empeoran en situaciones de estrés, además de escoliosis, tratamientos difíciles de cumplir en su reclusión, razón por la cual amigos y familiares temían que su salud empeorara en prisión o incluso que falleciera. Para 2017, su madre vivía con él, tenía 86 años y padecía de la etapa inicial de Alzheimer.

## Obras
- La Venezuela post chavista